# Hieracium ambiguum
Hieracium ambiguum là một loài thực vật có hoa trong họ Cúc. Loài này được Ehrh. mô tả khoa học đầu tiên.